# ペコニック川
ペコニック川 (ペコニックがわ、Peconic River) はアメリカ合衆国のニューヨーク州ロングアイランド東部、サフォーク郡にある川。
ブルックヘブン国立研究所付近の湿地から始まり、東へ流れてペコニック湾へ注ぐ。長さ15マイル（24 km）。ロングアイランドでは最長の川。川はブルックヘブンとリバーヘッド、リバーヘッドとサウサンプトンの町の境界になっている。